# Memorial de greuges

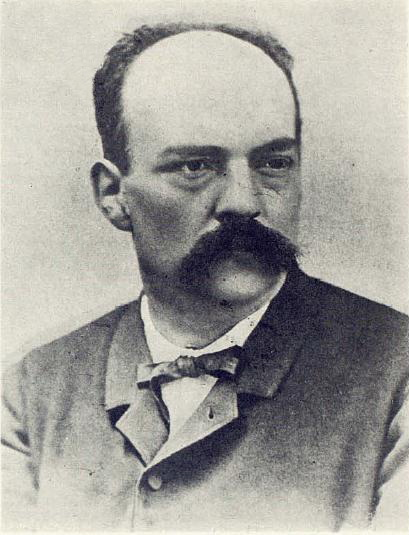
Fotografia de Valentí Almirall, redactor ponent del Memorial de Greuges.

El Memorial de Greuges era el nom amb què es coneixia popularment la Memoria en defensa de los intereses morales y materiales de Cataluña, que fou adreçada a Alfons XII l'any 1885 pel Centre Català, a l'estil dels greuges de les antigues Corts catalanes.
Li fou lliurat en un acte presidit per Joaquim Rubió i Ors i consistia en una sèrie de reivindicacions polítiques i econòmiques amb motiu del projecte de conveni comercial entre l'Estat espanyol i Gran Bretanya i dels intents d'unificació del dret civil. Aquest document era fruit de la col·laboració dels intel·lectuals amb la burgesia industrial catalana, i es considera el primer acte polític del catalanisme en el camp oficial de l'Estat espanyol.
El Memorial de Greuges va fer quallar les Bases de Manresa de 1892. El redactor ponent de la Memoria en defensa de los intereses morales y materiales de Cataluña fou Valentí Almirall i per a la seva redacció es formà una comissió integrada per representants d'ideologies diverses, entre d'altres l'industrial sabadellenc Antoni de P. Capmany.
En introduir el memorial davant el rei, el polític Marià Maspons i Labrós va dir: «No podem utilitzar la nostra llengua fora del nostre llar i en conversacions familiars: va ser bandejada de les escoles, més tard de les contractacions públics i dels tribunals, als quals sovint els jutges, tan il·lustrats com són, no poden comprendre els testimonis i els inculpats. I si tot això no era suficient, fa un temps que s'amenaça i avui s'intenta de destruir […] el nostre dret civil».
El memorial és el resum més complet del que durant anys va ser-hi el catecisme catalanista. Es presentà el regionalisme com el moviment que havia de regenerar l'Estat espanyol, oferint una reorganització de l'estat monàrquic. A més tractava d'una forma reivindicativa la millorable situació de la Catalunya de la segona meitat del segle xix amb l'objectiu de justificar les seves aspiracions futures dins de la unitat d'Espanya, la qual no posa en dubte. L'octubre 2013 el govern de Catalunya decidí actualitzar el memorial de 1885. L'actualització s'envià a les autoritats espanyoles i a la comunitat internacional. Els tres temes principals de l'informe són la llengua i la cultura, els conflictes de competència i els deutes.